# Argus Panoptes

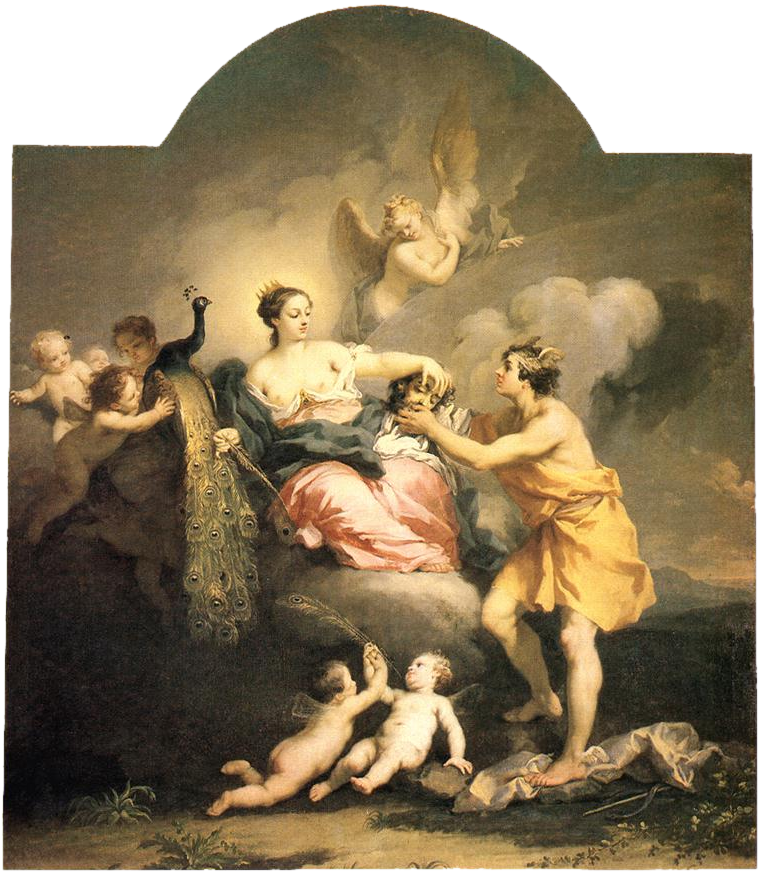
Juno krijgt het hoofd van Argus, ca. 1682 (Giacomo Amiconi)

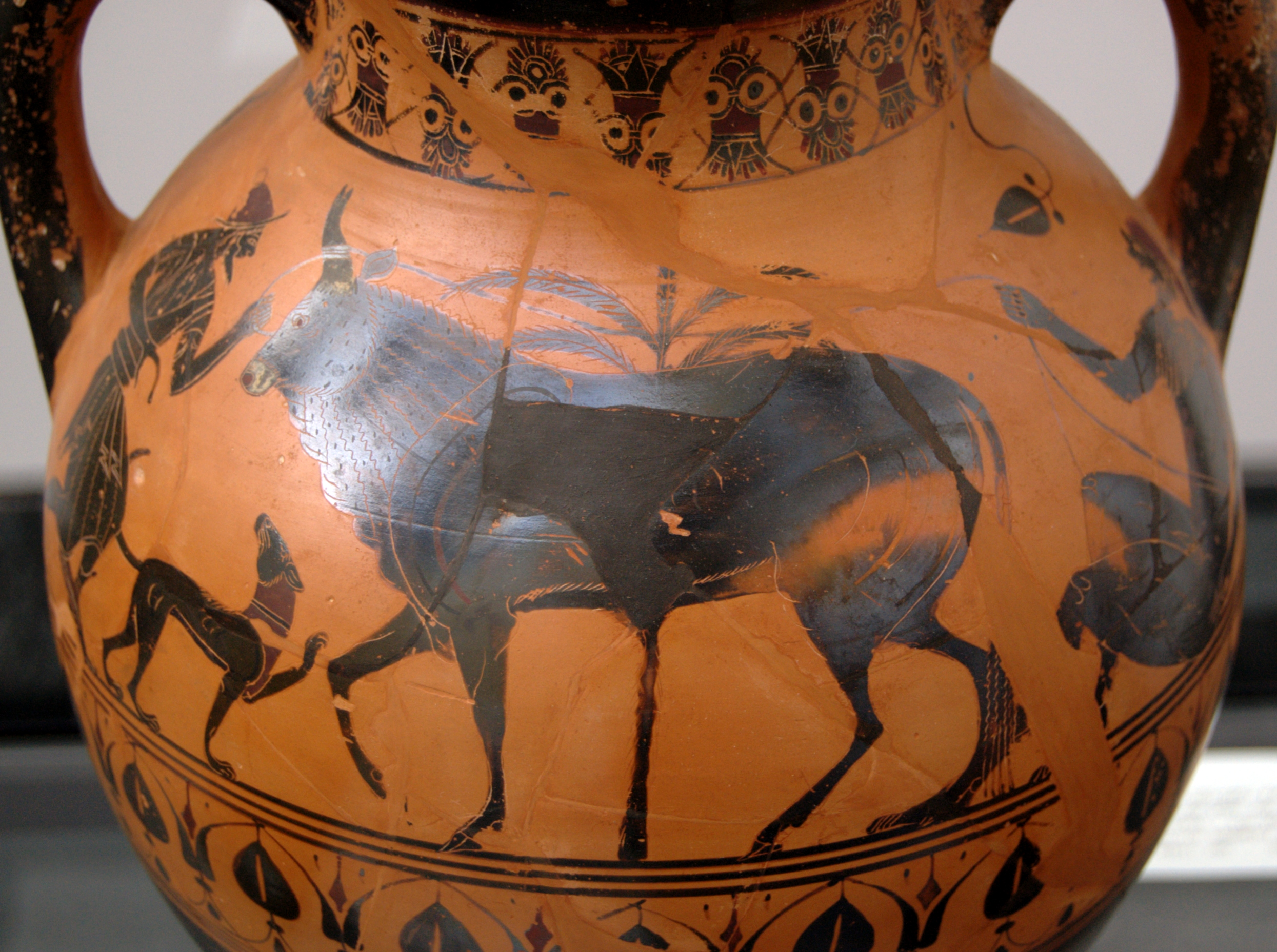
Argus let op Io (als koe)

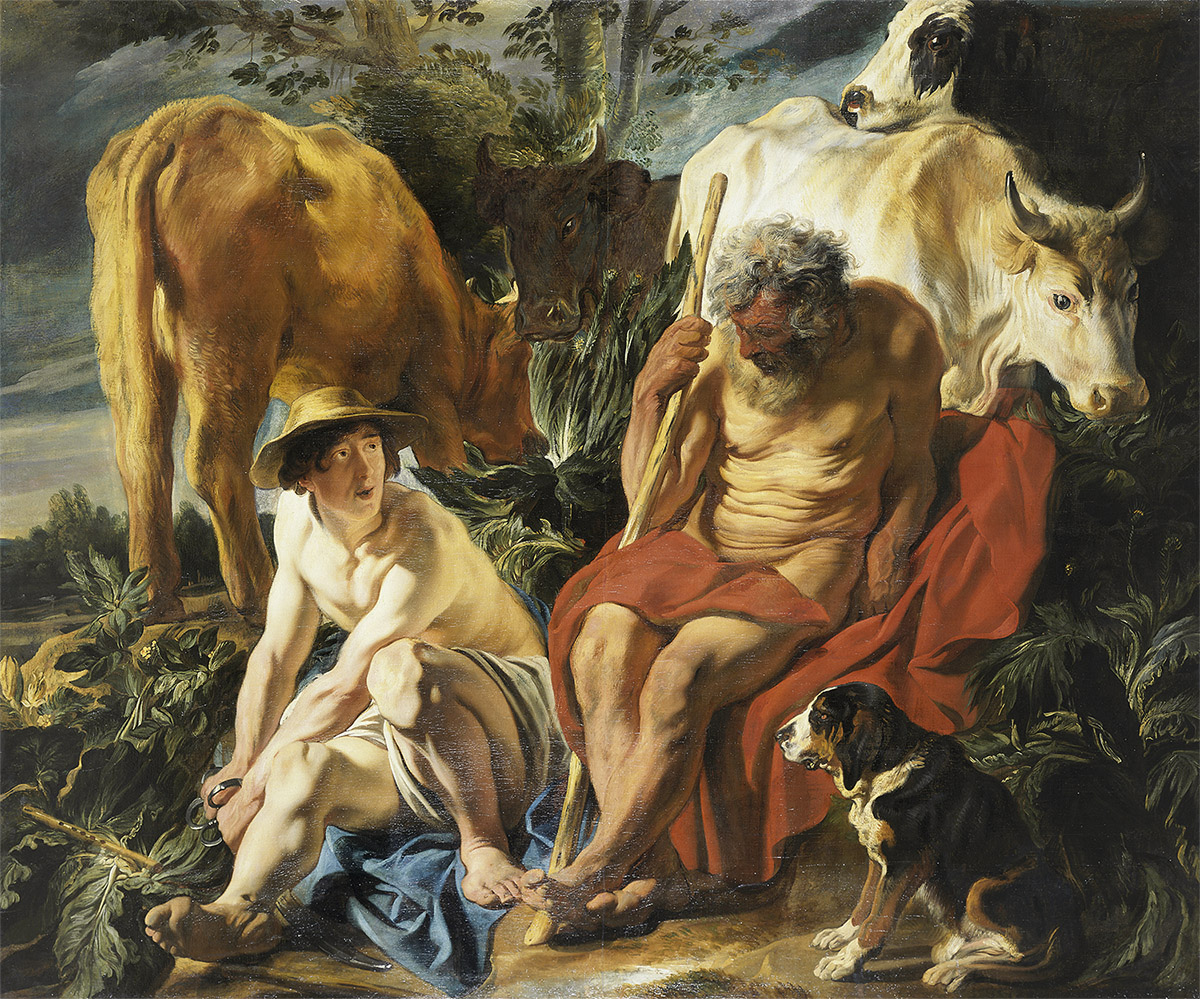
Mercurius en Argus, ca. 1620 (Jacob Jordaens) - Musée des beaux-arts, Lyon

Argus Panoptes of Argus (Oudgrieks: Ἄργος Πανόπτης; Argos Panoptès), was een reus uit de Griekse mythologie die over zijn gehele lichaam honderd ogen bezat, waarvan er nooit meer dan twee tegelijk sliepen. (Het Griekse woord pan betekent 'alles' en het Griekse optes betekent 'ziend'.) De grootste dienst die Argos aan de Griekse Goden bewezen had, was het doden van het monster Echidna, dat in een grot sliep.
Toen Zeus, de oppergod, zijn oog op Io had laten vallen, veranderde hij haar in een mooie zilverkleurige koe opdat zijn echtgenote Hera niets zou merken. Hera vertrouwde het niet en gaf Argus de opdracht Io "in het oog" te houden.
Argus werd door Hermes (in opdracht van Zeus, om Io te bevrijden) gedood, nadat Hermes hem door zijn fluitspel zo diep had laten inslapen dat al zijn ogen dichtvielen. Hera plaatste later als eerbetoon zijn honderd ogen op de staart van het haar toegewijde dier, de pauw, waarvan de staart immers vol ogen zit en waarvan de waakzaamheid spreekwoordelijk is. 
De uitdrukking “iets met argusogen gadeslaan” wil dan ook zeggen dat men ergens waakzaam en met enig wantrouwen naar kijkt.